# Sandy Creek (Karolina Północna)
Sandy Creek – miasto w Stanach Zjednoczonych, w stanie Karolina Północna, w hrabstwie Brunswick.